# アッカーマン・ジャントー

基本的なアッカーマン機構の動作。四輪全ての中心線が一点で交わる。
茶色の棒がナックルアーム、黄色の細い棒がタイロッド

アッカーマン・ジャントー機構（アッカーマン・ジャントーきこう、英語: Ackermann-Jeantaud scheme）は、4輪自動車におけるステアリングに関する基礎的な理論で、スリップ角等を考慮しないごく低速での移動時において、4輪全てが滑らかに動くための条件を示すものである。またこのステアリング・ジオメトリを、アッカーマン・ステアリング・ジオメトリ（Ackermann steering geometry）という。
右図の上のような4輪車があり、ごくゆっくり移動しながら左にステアリングを切っているとする。全ての車輪は各瞬間において、その向いている方向に動くものとする。以上の条件の下で、後輪は操向しないのであるから、回転の中心は後車軸の延長線上にある。右図の下で、黄色の点で示した。
次に、左右の前輪について考える。前述の条件を満たすには、それぞれの車軸の延長線が、回転の中心を通る必要がある（右図の下）。この時、左右の前輪はそれぞれの位置で操向するために、ホイールベースとトレッドによって方向（角度）に差ができる。このため、平行（パラレル）リンクで左右の前輪が平行になるように操向してしまうと、それぞれの車輪でズレが発生してしまう。
右図は、実用上十分な近似として知られている解決法も示している。ここで示しているように、左右それぞれのナックルアームの延長線が後車軸上で交わるぐらいに、タイロッドを少し短く変形した4節リンクとすればよい。このリンクを指してアッカーマン(・ジャントー)機構と呼ぶこともある。
最後に、以上はいわゆるスリップ角などが発生しないごく低速の場合を前提としている。いわゆるアンダーステアやオーバーステアといったことが議論される、定常円旋回をはじめとしたある程度以上の速度の走行における旋回においては、いわゆるコーナリングフォースを考慮しなければならない。

## 注
1. ↑  「アッカーマン」と「ジャントー」は、どちらも人名。w:Rudolph Ackermannとw:Charles Jeantaudを参照のこと。なお発明者の詳細等については単純ではない。参考にできそうな資料として、英国の車雑誌 Motor Sport Magazine 誌の1954年4月号の読者コーナーに寄せられた情報にリンクしておく（ https://www.motorsportmagazine.com/archive/article/april-1954/40/letters-readers 、中程の「Ackermann Patents」という見出しのある所から）。
2. ↑  玩具などで見られる、左右の前輪が連結された軸そのものを車体中心で操向する場合はこれとは違ってくる。